# Рядовка наземна
Рядо́вка назе́мна, рядовка землиста (Tricholoma terreum (Schaeff. ex Fr.) Kumm.) — їстівний гриб з родини трихоломових (Tricholomataceae). Місцева назва — голубінка сіра.

## Будова
Шапка 3-7 см у діаметрі, з кортиною, опукла, потім плоскорозпростерта, іноді з тупим горбочком у центрі, з тонким, рівним краєм, попелясто-сіра, темно- або коричнювато-сіра, іноді з брудно-червонуватим відтінком, волокнисто-повстиста, лускато-волокнисто, зрідка тріщинувата. Пластинки білі, білуваті, згодом сірі, широкі. Спори 6-7 Х 3,5-4,7 мкм. Ніжка 4-6 Х 0,8-1,5 см, біла, тонковолокниста, згодом гола. М'якуш білий, білуватий, під шкіркою темніший, з запахом борошна, іноді майже без запаху.

## Поширення та середовище існування
В Україні поширена в Лісостепу, на Поліссі та в Прикарпатті. Росте у хвойних та мішаних лісах, іноді великими групами, у серпні — жовтні.

## Практичне використання
Смачний їстівний гриб. Використовують його свіжим та сушать.